# Adejeania corpulenta
Adejeania corpulenta là một loài ruồi trong họ Tachinidae.